# NGC 7715
NGC 7715 је галаксија у сазвежђу Рибе која се налази на NGC листи објеката дубоког неба.
Деклинација објекта је + 2° 9' 23" а ректасцензија 23h 36m 21,7s. Привидна величина (магнитуда) објекта NGC 7715 износи 14,1 а фотографска магнитуда 14,7. Налази се на удаљености од 36,3000 милиона парсека од Сунца. NGC 7715 је још познат и под ознакама UGC 12700, MCG 0-60-18, CGCG 381-12, KCPG 587B, ARP 284, VV 51, near 16 Psc, PGC 71878.